# Piet Valkenburg
Piet Valkenburg (* 8. November 1888; † 10. September 1950) war ein niederländischer Fußballspieler. 
Valkenburg spielte von 1906 bis 1913 bei HBS Craeyenhout in Den Haag. Für die erste Mannschaft bestritt der Abwehrspieler 79 Partien, in denen er zwei Tore erzielte.
Bereits im Jahr 1911 gehörte er zum Kader der niederländischen Fußballnationalmannschaft. Jedoch erst am 10. März 1912 kam er im Team des KNVB zum Einsatz. Beim Spiel im Antwerpener Kiel-Stadion des VAC Beerschot gegen Belgien stand er neben dem ebenfalls debütierenden Wim Bronger in der Abwehr des Teams, das die Partie mit 2:1 für sich entschied. Weitere Einsätze stehen für Valkenburg in der Nationalelf nicht zu Buche.
Am 14. Juni 1913 wurde er mit 24 Jahren bereits zum Ehrenmitglied von HBS Craeyenhout ernannt.